# Mustang Sally
"Mustang Sally" er en soul/R&B/blues-sang fra 1965. Sangen er skrevet og oprindeligt indspillet af Mack Rice (født Bonnie Rice 10. november 1933). 
Sangen opnåede dog større popularitet, da den blev indspillet af Wilson Pickett det følgende år.
Ifølge musikhistorikeren Tom Shannon startede sangen som en joke, da Della Reeses bandleder ønskede en ny Ford Mustang. Rice kaldte den i en tidligere version "Mustang Mama", men ændrede titlen til "Mustang Sally" efter Aretha Franklins forslag.
I 2004 satte Rolling Stone sangen på en 434. plads på en liste over de 500 bedste sange gennem tiderne.

## Anvendelse i film
Sangen har en fremtrædende plads i to nyere musikfilm, nemlig The Blues Brothers fra 1980 og The Commitments fra 1991.